# غانسو جاجامارو-كون
غانسو جاجامارو-كُون (باليابانية: 元祖じゃじゃ丸くん) (بالرومانجي: Ganso JaJaMaru-kun)، هي لعبة فيديو يابانية، من تطوير ونشر شركة جاليكو، صدرت اللعبة في الأسواق سنة 1999، وتعمل على منصة واندرسوان الحصرية.